# Merciful Nuns
Merciful Nuns est un groupe allemand de metal gothique.

## Histoire
Merciful Nun est formé en 2009, peu après la séparation de Garden of Delight, par d'anciens membres du groupe. Le leader des deux groupes, Artaud Seth, déclare que Merciful Nuns était « le seul héritier à part entière » de GOD (bien que les musiciens aient déjà collaboré au sein du groupe Lutherion).
En 2010, le groupe sort son premier album intitulé Lib.I, interprété dans l'esprit du rock gothique classique et inspiré par l'idéologie de Thelema, ainsi que l'EP Body of Light. En outre, quelques titres inédits sont disponibles en téléchargement gratuit sur la page Myspace du groupe. Tout au long de l'année 2010, les musiciens donnent des concerts à Athènes (où ils jouent aux côtés des légendes du rock gothique Fields of the Nephilim), à Madrid et à Göteborg.
Le 28 janvier 2011, le deuxième album studio de Merciful Nuns, Hypogeum II, sort en tant que premier disque du groupe, et reçoit des critiques positives. Le 10 juin 2011, Merciful Nuns se produit pour la première fois au festival Wave-Gotik-Treffen en tant que tête d'affiche (avec le célèbre groupe de rock gothique The March Violets). Le même été, le premier DVD live du groupe, intitulé Infinite Visions, contenant un enregistrement d'un concert à Berlin, sort et reçoit un accueil mitigé de la part des critiques musicaux. Le troisième album du groupe, intitulé Xibalba III, sort le 21 décembre 2011 et reçoit de bonnes critiques de la part des journalistes, qui notent la haute qualité des morceaux sur le disque,. Le 16 mars 2012, la sortie du prochain EP du groupe, Genesis Revealed, a lieu.
Le groupe participe au festival Castle Party Festival XIX durant l'été 2012. Des concerts en soutien au nouveau disque ont également lieu en Allemagne, en Belgique, en Pologne, au Portugal, au Royaume-Uni, en République tchèque et en Espagne, Whispers in the Shadow partant en tournée avec Merciful Nuns. Le 29 septembre 2012, un concert massif de deux groupes à Berlin appelé Gathering of the Nunhood est enregistré sur CD ; le 3 octobre, le groupe annonce qu'il prévoit de sortir un disque live en même temps que son quatrième album Goetia IV à la fin du mois de novembre. En soutien à cet album, les musiciens se produiront au festival SMG de Madrid le 1er décembre, aux côtés de The Beauty of Gemina et de Joy Disaster.

## Style musical et influences
Selon Artaud Seth, le leader du groupe, le style des Merciful Nuns est formé sous l'influence des Sisters of Mercy et des travaux ultérieurs de Joy Division ; de plus, on ne peut nier l'influence significative du style musical de Garden of Delight, puisque les deux groupes ont le même chanteur, auteur des paroles et compositeur principal. Les critiques musicaux notent également l'influence de Fields of the Nephilim et de Nosferatu sur le travail de l'équipe. Selon certains critiques, Merciful Nuns est l'un des rares groupes à faire du « vrai » rock gothique de la « vieille école ». Certains critiques caractérisent le style du groupe comme une combinaison de sons de guitare « sombres », de voix peu émotionnelles et de batterie lourde, parfois « chamanique », basée sur les traditions du rock gothique classique de la « première vague ».
Le logo du groupe est inspiré de Thelema et est un sceau de Babalon légèrement modifié, utilisé pour la première fois par Aleister Crowley.

## Discographie

### Albums studio
- 2010 : Lib.1
- 2011 : Hypogeum II
- 2011 : Xibalba III
- 2012 : The Gathering (live)
- 2012 : Goetia IV
- 2013 : Goetia V
- 2013 : Exosphere VI
- 2014 : Meteora VII
- 2015 : 400 Billion Suns (live)
- 2016 : Thelema VIII
- 2017 : A-U-M IX
- 2018 : Anomaly X
- 2018 : Nekrolog 2010-2018 The Singles
- 2022 : Kvltan XI
- 2024 : Oneironauts XII

### Singles et EP
- 2010 : Body of Light (EP)
- 2011 : Ancient Astronauts (EP)
- 2012 : Genesis Revealed (EP)
- 2013 : Supernovae (Ltd. MCD)
- 2014 : Exoplanet (MCD + 7" Vinyl)
- 2016 : Allseeing Eye (Ltd. MCD)
- 2019 : Black Halo (EP)
- 2022 : H.A.T.E. / ETHEREAL (EP)

### DVD
- 2011 : Infinite Visions (DVD + Bonus-CD)